# Petronilha Gonçalves e Silva
Petronilha Beatriz Gonçalves e Silva nasceu no dia 29 de junho de 1942, em Porto Alegre, no bairro Colônia Africana, atual bairro nobre intitulado Rio Branco. Possui licenciatura em Letras e Francês (1964), mestrado em Educação (1979) e doutorado em Educação (1987) pela Universidade Federal do Rio Grande do Sul. Assim como também concluiu o seu pós-doutorado pela University Of South Africa, na  África do Sul em 1996. Doutora Honoris Causa da Universidade Federal do Rio Grande do Sul, em 2024.

## Biografia
Desde criança, Petronilha tem uma relação especial com a educação, devido sua mãe Regina ser professora da rede pública estadual, e sempre incentivar a leitura e novos saberes à filha. Em 1953, após o primário, Regina foi convidada a participar da reunião de criação do novo colégio da Universidade Federal do Rio Grande do Sul (UFRGS), o Colégio de Aplicação, nessa reunião foi oferecida uma vaga para sua filha na primeira turma do ginásio.   
Petronilha integrou a primeira turma do Colégio de Aplicação e saiu aos 18 anos para ingressar na Faculdade de Letras da UFRGS. Entrou no curso de Letras onde estudava línguas neolatinas — português, francês, espanhol e italiano. Contudo, houve uma reforma universitária no terceiro ano de graduação, na qual os graduandos deveriam escolher apenas um idioma para continuar os estudos, sendo assim optou por continuar aprendendo francês. 
No terceiro ano de faculdade, começou a lecionar Português, no Ginásio Comercial Antão de Faria, localizado em Porto Alegre, também assumiu algumas turmas de Português no ginásio colégio particular Bom Jesus Sévigné. Durante a graduação, atuava como professora de francês para uma turma do Colégio de Aplicação. 
Em 1972, ela assumiu como professora horista no Ensino Superior, ministrava a disciplina de Língua Portuguesa: Habilidades de Linguagem Escrita, na Universidade Federal do Rio Grande do Sul, onde permaneceu no cargo até 1976. Também foi docente na PUC/RS, no curso de especialização em Supervisão Escolar e iniciou o trabalho de orientadora de dissertações e teses, ministrando aulas na Pós-Graduação em Educação. Além dessas experiências de trabalho, Petronilha atuou em várias outras escolas percorrendo um longo caminho na docência e colecionando experiências.
Por meio de sua nomeação pelo Movimento Negro, foi eleita conselheira da Câmara de Educação Superior do Conselho Nacional de Educação no periodo de 2002 a 2006. Neste cargo, foi relatora do parecer que estabelece as Diretrizes Curriculares Nacionais para a Educação das Relações Étnico-Raciais e para o Ensino de História e Cultura Afro-Brasileira e Africana. Em 2006, Petronilha participou da fundação do programa que reserva vagas para estudantes de escola pública, para indígenas e para negros da UFSCar, quando assumiu a a coordenação. 
É docente no Programa de Pós-Graduação em Educação e no Departamento de Metodologia do Ensino da Universidade Federal de São Carlos, em 2012, se aposentou e recebeu o título de Professora Emérita do Conselho Universitário da Universidade Federal de São Carlos.
Além disso, a mesma também recebeu o título de Doutora Honoris Causa, pela Universidade Federal do ABC. Os membros do Consuni aprovaram a concessão do título no dia 20 de abril de 2021, em reconhecimento ao trabalho exemplar da professora na defesa da cultura, da diversidade, da mulher, do ensino público gratuito e de excelência, especialmente a inclusão e a não discriminação.
Trabalha como pesquisadora do Núcleo de Estudos Afro-brasileiros NEAB/UFSCar e atua em grupos do Movimento Negro. Petronilha é coordenadora do Grupo Gestor do Programa de Ações Afirmativas da UFSCar e também coordena o Grupo de Pesquisa Práticas Sociais e Processos Educativos (UFSCar), com a professora Maria Waldenez de Oliveira.

## Obras
A professora Petronilha Gonçalves e Silva publicou trabalhos acadêmicaos como tese, dissertação e artigos em periódicos. Dentre elas destacam-se:
- “Educação e identidade dos negros trabalhadores rurais do Limoeiro” foi a tese publicada pela Universidade Federal do Rio Grande do Sul em 1987[8] e após dezoito anos de seu doutoramento, o documento serviu como documento para o reconhecimento da comunidade do Limoeiro como quilombo.[9]
- Histórias de Operários Negros. EST, 987.[10]
- O jogo das diferenças: o multiculturalismo e seus contextos com Luiz Alberto Oliveira Gonçalves. 1ª edição: 1998, 2ª edição: 2000; 3ª edição: 2001; 4ª edição: 2006[8]
- “Experiências étnico-culturais para a formação de professores” juntamente com Nilma Lino Gomes. 1ª edição: 2002, 2ª edição: 2006; 3ª edição; 2011[8]; 4ª edição: Ebook 2018[11].
- Entre Brasil e África: Construindo Conhecimento e Militância. Primeira edição: Belo Horizonte: Mazza Edições Ltda., 2011. 176p.[8] Segunda edição: Belo Horizonte: Mazza Edições Ltda., 2021. Ebook: 2216 KB.[12] Resumo: Nesta obra a autora relata suas vivências, a formação escolar, vida profissional e acadêmica, e as militâncias sociais e políticas pelas quais lutou.[9]
- O Pensamento Negro em Educação no Brasil - Expressões do Movimento Negro com  Lucia Maria de Assunção Barbosa. 1ª edição: 1997[8]; 2ª edição: Ebook 2023[11].